# Bandipur nationalpark
Ej att förväxla med Bandipur i Nepal.

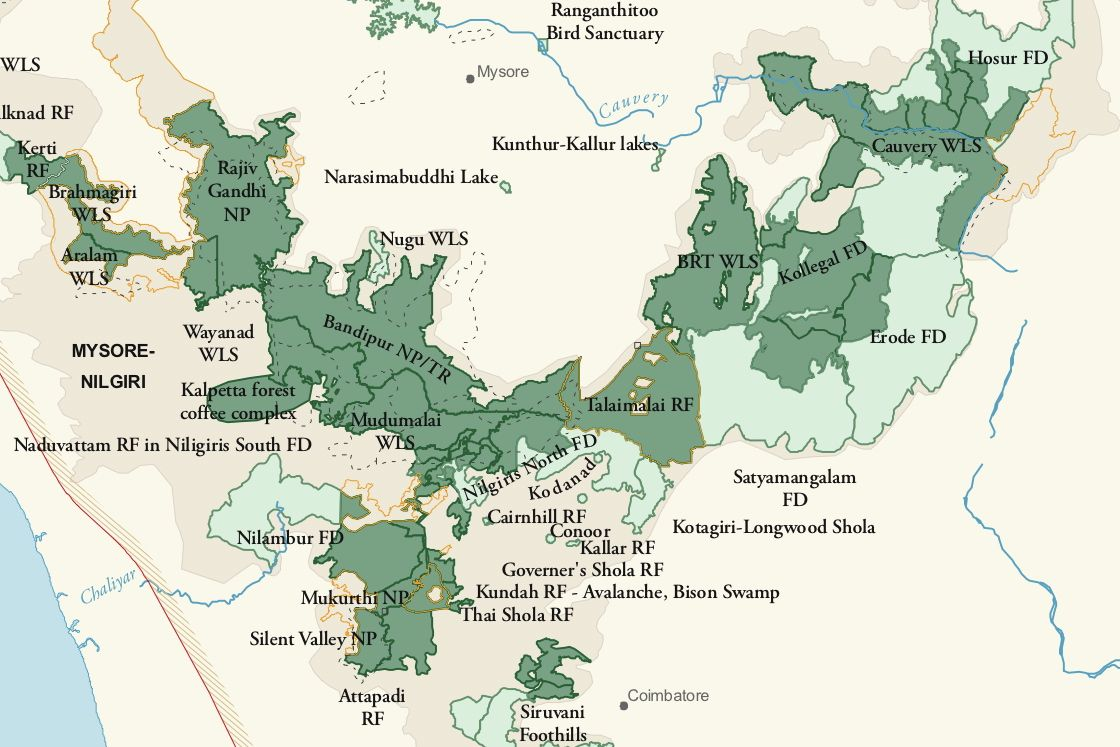
Karta över naturskyddsområden kring Nilgiribergen.

Bandipur nationalpark ligger i södra delen av den indiska delstaten Karnataka. Den gränsar mot Mudumalai nationalpark, Nagarhole nationalpark och reservatet Wayanad (Wayanad Wildlife Sanctuary).
Naturskyddsområdet inrättades 1931 av maharadjan av furstendömet Mysore. Det hade i början en storlek av cirka 90 km² och 1973 utökades skyddsområdet med ungefär 800 km². Samtidig övertog den indiska staten parkens förvaltning och den blev officiell nationalpark. I Bandipur nationalpark finns tre större floder.
Växtlivet är i flera delar av nationalparken tät. Här hittas bland annat teakträd (Tectona grandis), den stora bambuarten Bambusa bambos, trädet Dalbergia latifolia och trädet Terminalia elliptica.
I nationalparken lever flera olika djur som asiatisk elefant, tiger, läppbjörn, gaur, fyrhornsantilop och sambarhjort. Typiska fåglar är grå djungelhöna, Ghatstrogon, brun spökuggla och flera olika sångare.

## Galleri

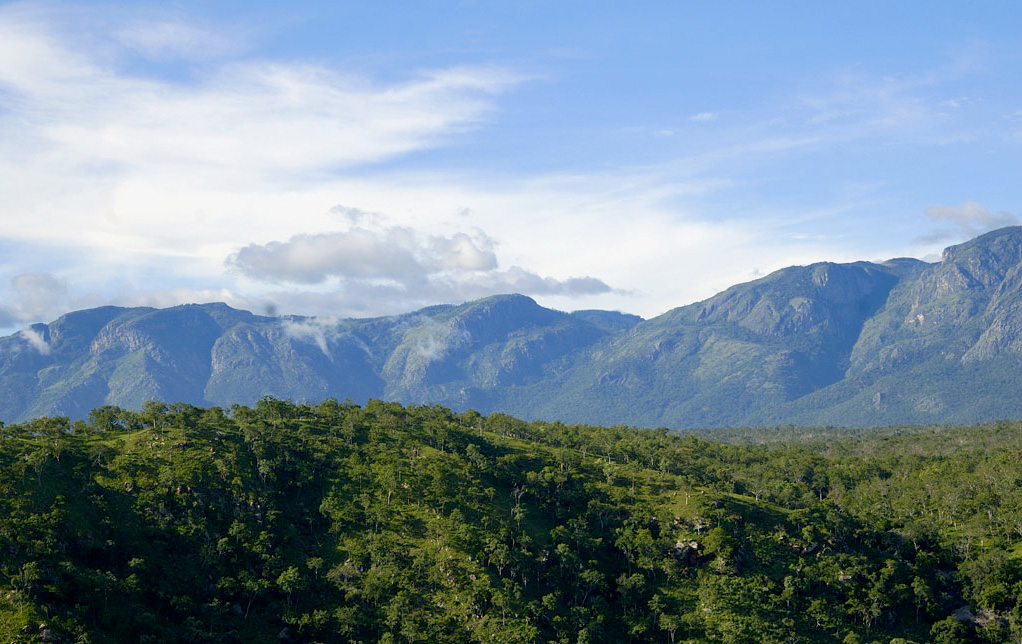
Kullar i nationalparken med Nilgiribergen i bakgrunden
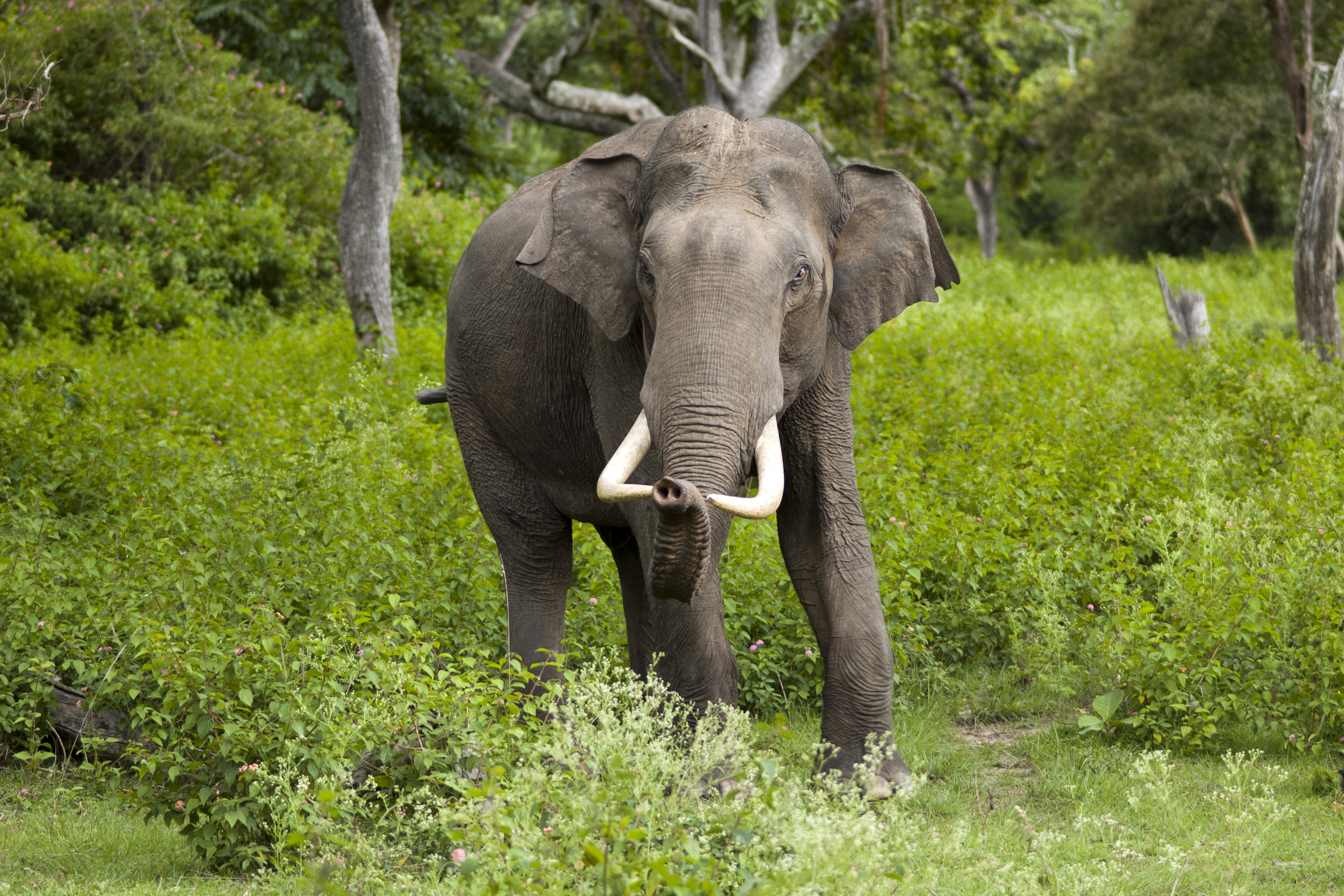
Asiatisk elefant, hanne
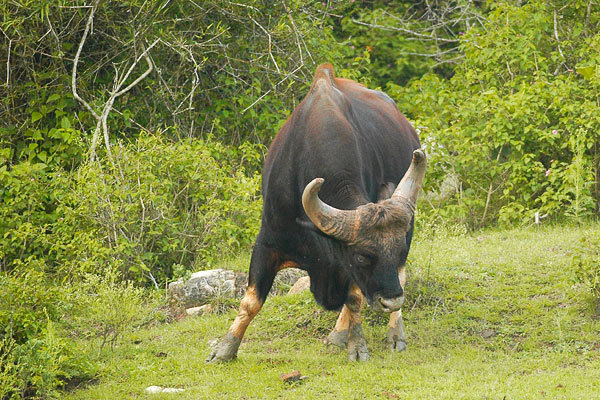
En gaur i nationalparken
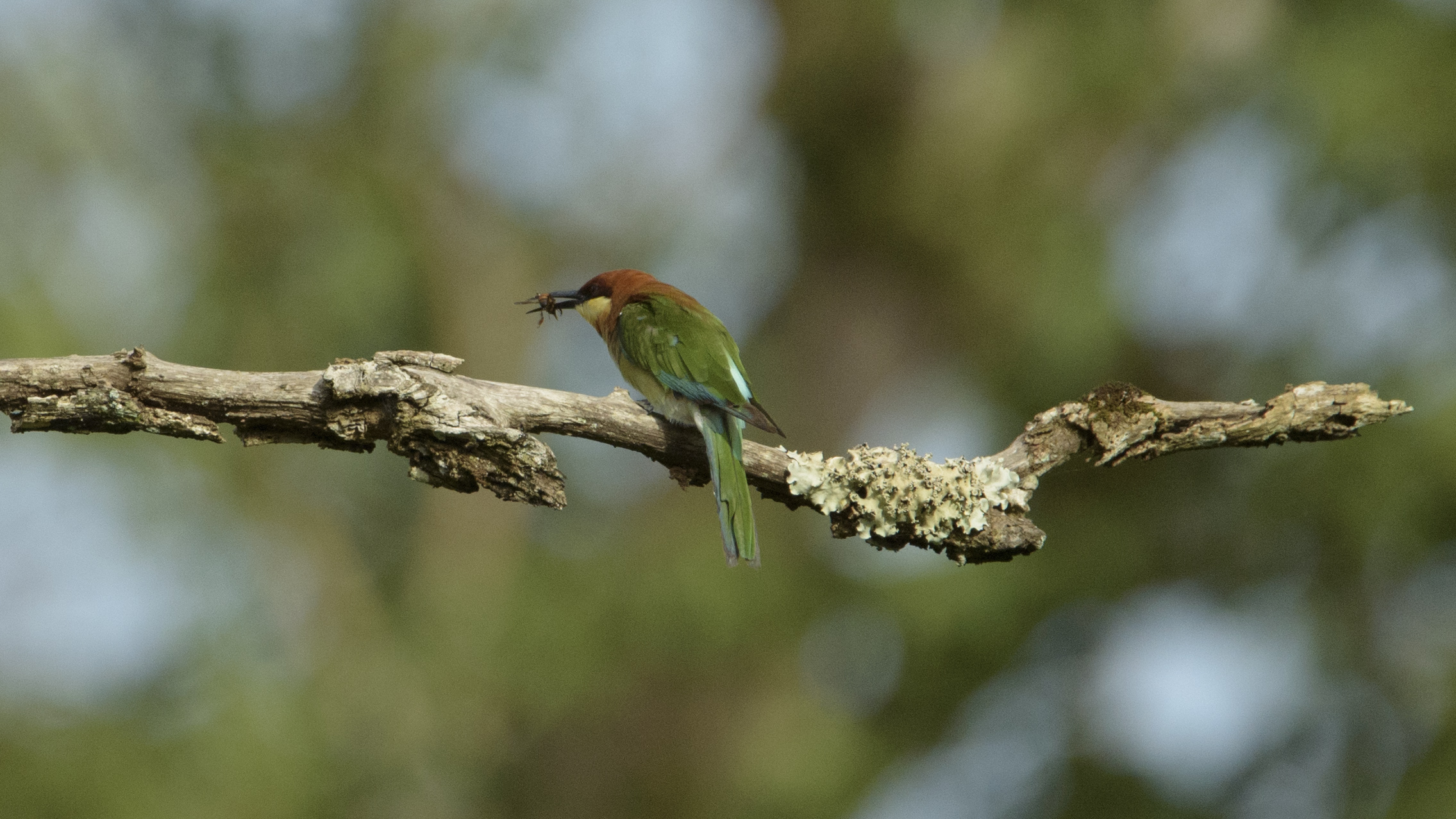
Biätare (okänd art)